# Andreu Solà
Andreu Solà Vidal (Ripollet, 1863-Ripollet, 1902) fue un pintor e ilustrador español.

## Biografía

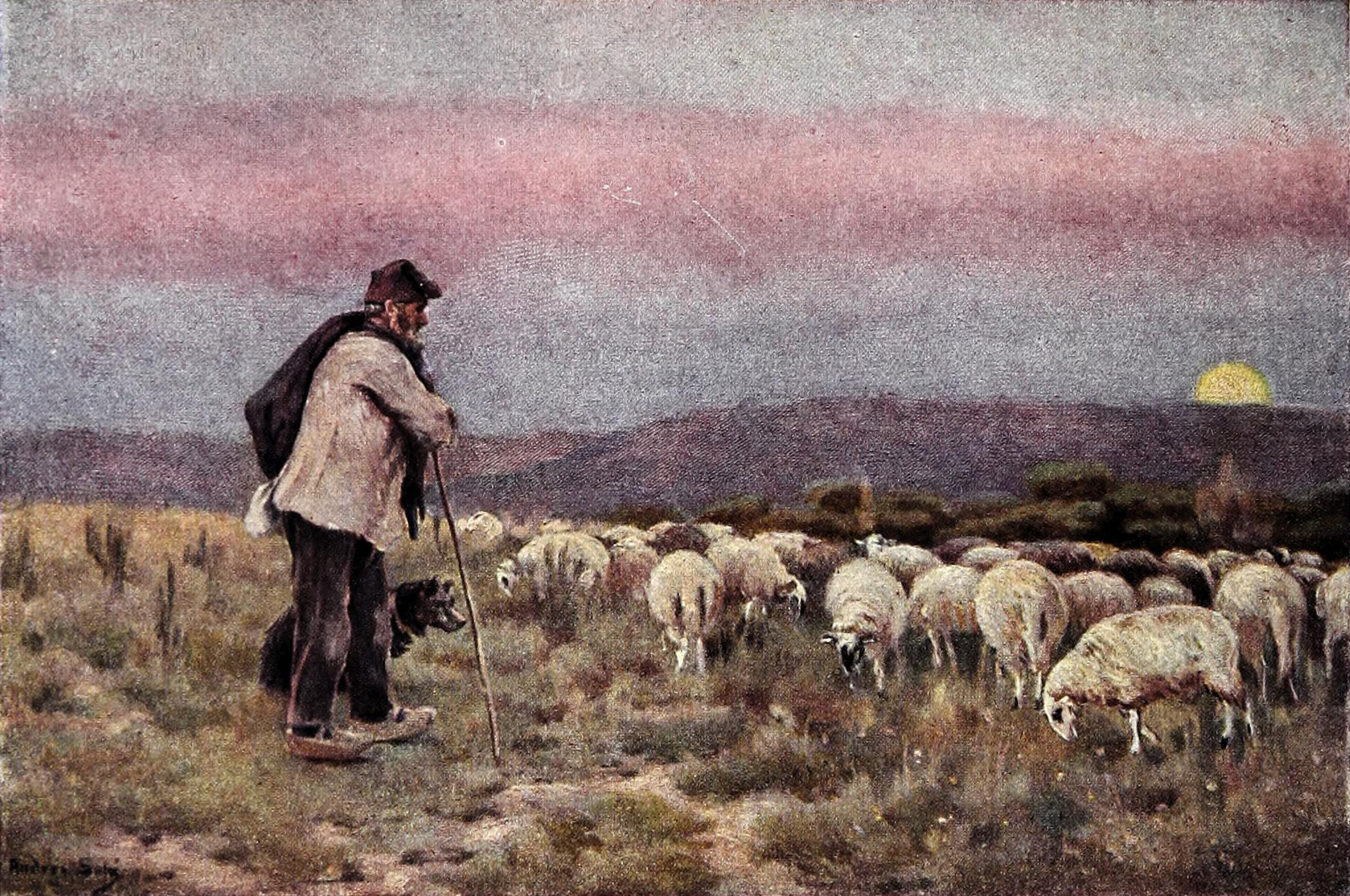
«El pastor» (Blanco y Negro, 1901)

Nació en 1863 en la localidad barcelonesa de Ripollet, en Cataluña. Cultivó una pintura de género "ruralista", en la que retrataría tipos populares de la provincia de Barcelona. A la Exposición Nacional de 1901 presentó el cuadro Bestias de carga. Solá, que ilustró el Dietari d'un pelegrí á Terra Santa (1889) de Jacinto Verdaguer, falleció a comienzos de 1902 en su localidad natal.